# Drittelbeteiligungsgesetz
In Unternehmen mit mehr als 500 Beschäftigten greifen die Mitbestimmungsregelungen des Drittelbeteiligungsgesetzes (DrittelbG) vom 18. Mai 2004 (vormals geregelt im Betriebsverfassungsgesetz 1952).
Die Aufsichtsräte von Unternehmen im Geltungsbereich des Drittelbeteiligungsgesetzes werden zu einem Drittel von der Arbeitnehmerschaft und zu zwei Dritteln der Anteilseigner des Unternehmens besetzt.
Das Gesetz gilt für Aktiengesellschaften, Kommanditgesellschaften auf Aktien, Gesellschaften mit beschränkter Haftung, Versicherungsvereinen auf Gegenseitigkeit sowie Genossenschaften, sofern diese Gesellschaften in der Regel mehr als 500 bis 2000 Arbeitnehmer beschäftigen.
Dieses Gesetz gilt außerdem für Aktiengesellschaften mit weniger als 500 Mitarbeitern, wenn diese vor dem 10. August 1994 gegründet wurden und keine Familiengesellschaften sind (vgl. § 1, N.1 DrittelbG).